# جيان كارلو دي مارتينو
جيان كارلو دي مارتينو هو محامي وسياسي فنزويلي، ولد في 12 يوليو 1964 في ماراكايبو في فنزويلا. نشط حزبياً في الحزب الاشتراكي الموحد الفنزويلي.